# Picos del Barroso
Picos del Barroso es un macizo andino en la Cordillera Principal, en el límite entre Chile y Argentina. Su cumbre central tiene una altura de 5 183 msnm. 
Es un gran macizo con forma de meseta, en cuya parte superior se elevan cuatro cimas principales: dos completamente dentro de Chile (denominadas "cumbre Oeste" con 5 113 msnm y "cumbre Chilena" con 5 135 msnm), una en Argentina ("cumbre Argentina"o "Este", con 5 165 msnm) y otra binacional (la de mayor altura, con 5 183 msnm) Esta última es, a su vez, la cumbre de mayor altitud en la Región de O'Higgins.
La cumbre Este fue ascendida por Santiago García y Arturo Larraín en 1942, quienes tomaron la ruta por el norte siguiendo el río Barroso, suponiendo que habrían alcanzado el punto más alto del macizo. Seis años después, una expedición del Club Alemán Andino de Santiago conformada por Eberhard Meier, Wilhelm Niehaus y Wolfgang Förster, alcanzaron las cumbres Binacional y Chilena, aunque no lograron determinar cuál era más alta y si alguna era la misma ascendida por García y Larraín. Posteriormente, en 1951, Evelio Echevarría, Enrique Vidaurrázaga y Walter Bachmann alcanzaron la cumbre Oeste. En 1966, un grupo del Club Andino de Rancagua alcanzó la cumbre Chilena aproximándose por primera vez desde el sur, siguiendo el valle del río Paredones.
En el fondo del acantilado sur del macizo, y a ambos lados del glaciar Cachapoal, se ha estimado la existencia de un plutón diorítico de cuarzo de 11 a 12 Ma de antigüedad. Asimismo, indicios de actividad volcánica en los Picos del Barroso habrían tenido lugar antes de ∼1 Ma.